# 세션 (컴퓨터 과학)
세션(session)은 컴퓨터 과학에서, 특히 네트워크 분야에서 반영구적이고 상호작용적인 정보 교환을 전제하는 둘 이상의 통신 장치나 컴퓨터와 사용자 간의 대화나 송수신 연결상태를 의미하는 보안적인 다이얼로그(dialogue) 및 시간대를 가리킨다. 따라서 세션은 연결상태를 유지하는 것보다 연결상태의 안정성을 더 중요시 하게 된다.
세션 수립은 연결 지향 통신을 수행하는데 기초적인 요구 사항이다. 또, 세션은 무접속 방식으로 전송하는 기본 단계이기도 하다. 그러나 단일 지향성 전송은 세션을 정의하지 않는다.

## 프로세스
일반적으로 세션은 컴퓨터 시스템의 관리자(또는 OS 또는 서버)가 자신의 자산을 이용하는 것을 허락한 사용자 (컴퓨팅)를 인식한 일정한 기간을 가리키는것으로 광범위하게 이해될 수 있다. 따라서, 세션 동안에 사용자는 시스템으로부터 허락된 범위안에서 응용프로그램, 설정값, 자원을 사용할 수 있게 되지만,  이러한 인스턴스는 여전히 세션관리자인 컴퓨터시스템의 감독하에 관리되어야 한다.
이러한 세션은 일반적으로 로그인의 방식을 통해 컴퓨터와 사용자간에 성사되고 유지된다.
이로써 세션은 특정 사용자를 다른 사용자로부터 보호하거나  예기치 않은 로그아웃으로부터 특정사용자의 이전의 기록 복원이 가능하게 된다.

## OSI 7레이어
한편 세션은 컴퓨터 네트워크상에서 OSI 7 계층 모형의 세션 계층인 제5레이어에 해당된다.

## 같이 보기
- HTTPS